# Інгібітор
Інгібі́тор (від лат. inhibere — затримувати) — речовина (присадка), що сповільнює чи зупиняє перебіг хімічних реакцій (окиснення, полімеризації, корозії металів), біохімічних і фізіологічних процесів.

## Загальний опис і приклади
Інгібітор (лат. inhibere «зупиняти», «зупиняти») — речовина, яка впливає на одну або кілька реакцій — хімічних, біологічних чи фізичних — таким чином, що вони сповільнюються, гальмуються або запобігаються. У біохімії та фармакології інгібітори використовують як речовини, що пригнічують ферменти. Вони також відіграють певну роль у хімії та технології.
Наприклад, хінони і деякі інші сполуки реагують з активними радикалами, переводячи їх в неактивні, і, таким чином, гальмують ланцюговий процес.
В гірництві застосовується для гальмування хімічних реакцій під час здійснення вибухових робіт, бурінні свердловин, експлуатації родовищ нафти і газу, а також під час гідравлічного транспортування корисних копалин — для сповільнення корозії металів.
Інгибі́тори — специфічні речовини, що гальмують розвиток і формотворчі процеси у тварин і рослин, хімічні і фізичні процеси у живій і неживій природі.

## Різновиди
Інгібітори підрозділяються на природні та штучні.
- Природні інгібітори росту, наприклад, роблять рослини нездатними до проростання навіть в найсприятливіших умовах, а також під час випадкових осінніх та ранньозимових потепліннь.
- Штучними інгібіторами найчастіше користуються в практиці сільського господарства та в медицині. Деякі забруднювачі природного середовища (пестициди, важкі метали) також можуть бути інгібіторами.

### Інгібітори в біохімії, фармакології та токсикології
Інгібування ферментів протікає за механізмами: 
- Конкурентного гальмування — інгібітор конкурує з субстратом (речовиною, яку потрібно перетворити).

- Алостеричного інгібування — інгібітор змінює молекулярну структуру ферменту так, що субстрат більше не може бути зв'язаний і, отже, не може бути перетворений.

### Інгібітори в мікробіології
У мікробіології термін інгібітор вживають для речовин, які пригнічують або затримують ріст бактерій. Живильні середовища можуть містити додані інгібітори, які пригнічують ріст групи бактерій, тоді як інші типи бактерій можна вибірково культивувати. Тому такі культуральні середовища часто є елективними середовищами, наприклад, агар MacConkey або агар XLD для виділення та диференціювання грамнегативних ентеробактерій. Або антибіотики, або певні барвники, такі як кристалічний фіолетовий або діамантовий зелений, використовують як інгібітори для пригнічення грампозитивних бактерій.
Інгібітори також використовують в області мікробіологічного аналізу молока, молочних продуктів та інших харчових продуктів тваринного походження. Молоко, яке постачається на переробку, не повинно містити жодних виявлених інгібіторів. Це можуть бути антибіотики, миючі та дезінфікуючі засоби та консерванти, які пригнічують молочнокислі бактерії, так що, наприклад, переробка на йогурт неможлива. Мікробний скринінг проводиться, щоб перевірити наявність інгібіторів у молоці чи інших харчових продуктах.

### Інгібітори в медицині
Інгібіторні антитіла, які утворюються проти заміщеного фактора згортання крові VIII, є ускладненням гемофілії. Вони знижують ефективність цього фактора, тому часто необхідне заміщення у високих дозах.

### Інгібітори в хімії
Використовують, наприклад, хімічні інгібітори (пасиватори, інгібітори-сповільнювачі, антикаталізатори, негативні каталізатори). Наприклад, використовують для запобігання окиснювальних змін у їжі (антиоксиданти) або для контролю швидкості полімеризації. У макромолекулярній хімії інгібітори, такі як пропадієн, також використовують для зупинки полімеризації та для визначення відносної концентрації активних центрів (місць, де полімеризація протікає динамічно).
Інгібітор ланцюгової реакції - речовина, реакції якої з активними проміжними частинками (найчастіше радикалами) радикально-ланцюгової реакції ведуть до нереактивних продуктів або радикалів, не здатних вступати в реакцію продовження ланцюга, що викликає обрив ланцюга реакції.
При обробці тиньку або бетону додають інгібітори як сповільнювачі, щоб запобігти занадто швидкому схоплюванню цих будівельних матеріалів.
У нафтохімії різні інгібітори додають до сирої нафти чи природного газу, щоб запобігти осіданню газогідратів на стінках під час транспортування по трубопроводах, що може призвести до зниження швидкості доставки через підвищений перепад тиску та засмічення трубопроводів та арматури.
При гасінні пожежі інгібітори часто використовують у формі вогнегасного порошку (гетерогенне інгібування), а тепер також іноді у формі галонів (гомогенне інгібування).
Галони — це похідні метану або етану, які крім фтору або хлору містять бром. Галон — це не торгова марка, а абревіатура для галогенованих вуглеводнів.
В електрохімії інгібітори  використовують для захисту поверхонь від корозії. Внаслідок адсорбції, наприклад, органічні молекули прикріплюються до поверхні та блокують реакції з навколишнім середовищем.

### Інгібітори в техніці
У техніці опалення та кондиціонування повітря, а також у паровій техніці інгібітори додають до контура охолодження та опалення або взагалі до водяного циклу. Це запобігає небажаним реакціям (наприклад, корозії). Однією з добавок є гідразин, N2H4, який зв’язує кисень, присутній у воді або вологій парі, і виділяє діоксид азоту. 
Нині гідразин використовують як кондиціонуючий агент для обробки живильної води на електростанціях. 
Гідразин можна використовувати в харчовій техніці тільки в тому випадку, якщо не перевищуються допустимі граничні значення.
Добавка, що додається до багатьох мастильних матеріалів, є так званим інгібітором корозії, завданням якого є захист металевих поверхонь, наприклад, для захисту двигунів від корозії.